# Rin
Rinul (în latină Rhenus, retoromană Rein, germană Rhein, franceză le Rhin, neerlandeză Rijn) este un fluviu în Europa. Rinul este una dintre căile fluviale cele mai circulate din Europa. De la izvoare până la vărsare are o lungime de 1.232,7 km, din care 883 km sunt navigabili. Bazinul hidrografic al Rinului însumează 198.735 km², cursul inferior (aproape de deltă) având un debit mediu de 2.330 m³/s, apropiat de debitul de apă al Nilului. În timpul inundației din 1926, în localitatea Emmerich am Rhein din landul german Nordrhein-Westfalen a fost măsurat un debit maxim de 12.000 m³/s. Debitul minim de 600 m³/s a fost măsurat în anul 1947. Fluviile Rin, Main și Dunăre formează un culoar de trecere fluvial între Marea Neagră și Marea Nordului.

## Etimologie
Numele Rinului are o proveniență veche antică asemănătoare Ronului și denumirii antice de Rhaina a fluviului Volga. Numele provine probabil din limba indoeuropeană comună, verbul re sau ri însemnând „a curge”. Din acest radical provine verbul german rinnen; de asemenea, în greaca veche rhëin înseamnă tot „a curge”, iar în spaniolă rio înseamnă „râu”.
Denumirea celtică a Rinului era Rhenos, iar cea latină Rhenus. Până și în zilele de azi Rinul mai este numit în germană și Vater Rhein („tatăl Rin”), care are o conotație mitologică.
Numele fluviului este de origine celtică rēnos „râu”, „fluviu”, cu semnificația originară „care curge”, „val”, „undă”. Cuvântul celtic este continuat de vechiul irlandez rían „ocean”, „mare”, dar și „Rin”.Numele latin al fluviului, Rhēnus,  este o latinizare a cuvântului celtic amintit, cu un „h” intercalat, neetimologic, și o desinență -us latină.
Numele Rinului este Rhein în germană (Rhīn în germana veche), Rijn în neerlandeză, Rain în retoromană.
Cuvântul provine din indo-europeanul * h3reiH-. Acest etimon este comun limbii latine în rivus, „râușor”, „mic curs de apă” (cuvânt moștenit de spaniolă: rio „râu”, de portugheză:  rio „râu” și de română: râu), sanscritei, în rétah „val”, „undă”, slavei vechi în rĕka „fluviu”, moștenit de rusă: река (pronunțat: [reká]), „fluviu”, „râu”.

## Geologie
Din studiul petrografic al straturilor de roci din valea Rinului s-a estimat o vechime de 12 milioane de ani, ce ar corespunde perioadei miocene.
Izvorul inițial al Rinului se presupune că ar fi fost regiunea masivului muntos Kaiserstuhl din Germania, albia fluviului ar fi avut odinioară o altă așezare, neatingând regiunea Oppenheim și Mainz.

## Cursul Rinului

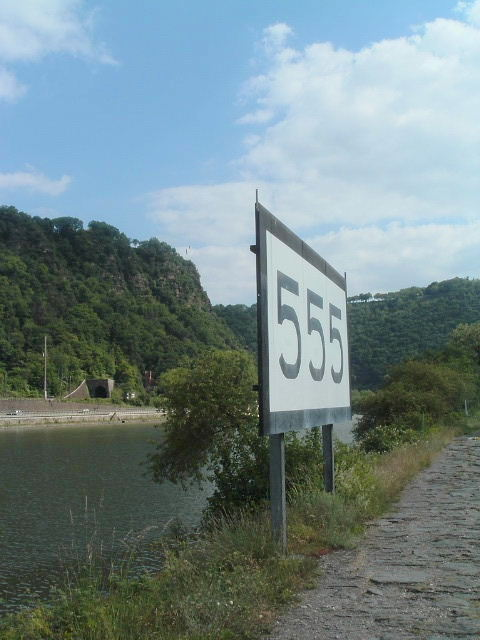
Kilometrul 555 pe cursul Rinului, la poalele stâncii Loreley de lângă orășelul Sankt Goarshausen. Era, în trecut, o zonă periculoasă pentru navigație.

- Marcarea kilometrică a Rinului începe de la podul din Konstanz (orașul german), terminându-se la vărsare la kilometrul 1032,8 în localitatea Hoek van Holland. Tablele kilometrice de pe maluri sunt intercalate de table cu o cruce neagră ce marchează fiecare 500 de m. Prima măsurătoare completă a cursului Rinului a fost încheiată la data de 1 aprilie 1939; ea a preluat datele unor măsurători anterioare.

### Subîmpărțirea cursului Rinului

#### Regiunea izvoarelor
În prezent sunt cunoscute în total 13 izvoare ale Rinului. Se pot aminti: Reno di Lei,  Averser și  Jufer Rhein, Rein Anteriur, Rein da Tuma, Rein da Curnera, Rein da Cristalina, Maighelser Rhein (Rein da Maighels), Medelser Rhein, Nalpser Rhein (Rein da Nalps) și Valser Rhein.
De fapt Rinul propriu-zis ia naștere prin confluența râurilor Rinul Anterior, care izvorăște lângă trecătoarea Oberalppass (Surselva), și Rinul Posterior, care izvorăște din muntele Rheinwaldhorn. Ambele aceste izvoare se află în vestul cantonului Graubünden din Elveția centrală alpină.

#### Regiunea alpină
După unirea Rinului Anterior cu Rinul Posterior în apropierea orașului Reichenau, Rinul, numit acum "Rinul alpin", curge spre nord, vărsându-se în lacul Bodensee (lacul Constanța), această regiune fiind numită și "deltă", ea fiind o rezervație naturală de protecție a păsărilor. Urmează zona "Rinul de lac", ea fiind împărțită în lacul superior și lacul inferior care se întinde până la Konstanz.

#### De la cursul superior la cursul inferior
De la ieșire din Bodensee, din localitatea Stein am Rhein și până la Basel, Rinul este numit Hochrhein (Rinul de sus). De la Basel la vale până la Bingen el este numit "Rinul Superior". Între Bingen și Bonn el este numit Rinul Mijlociu, iar de la Bonn avale până la delta de la Marea Nordului el este denumit Rinul Inferior.

#### Delta Rinului
Delta Rinului se află în Olanda, lângă granița cu Germania. Aici se varsă cele două brațe ale Rinului bifurcat la Rotterdam în Marea Nordului, și anume la Hoek van Holland.

## Afluenții Rinului

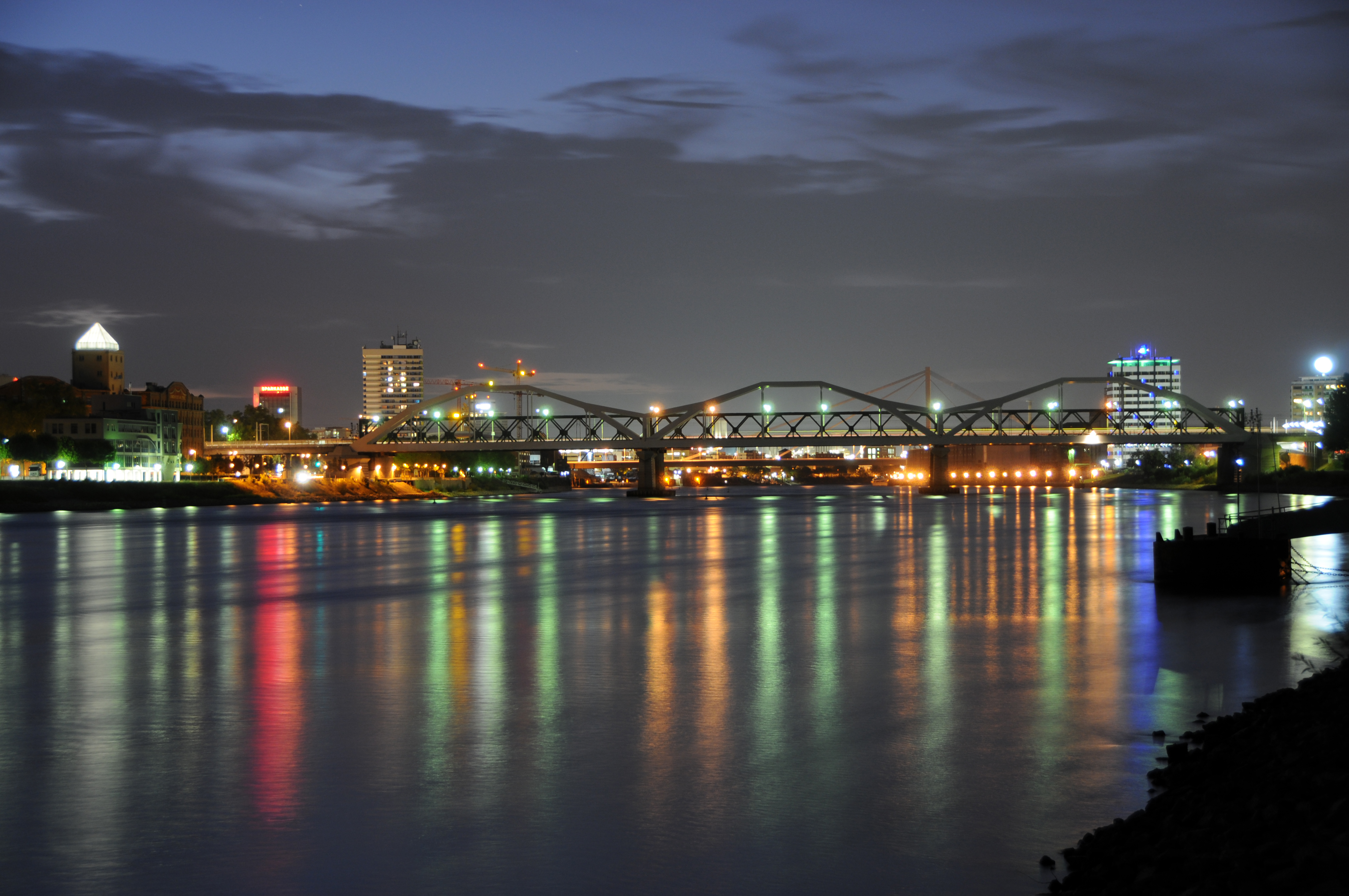
Rinul la Mannheim/Ludwigshafen

| Lungime în km | Afluent pe malul stâng | Localitate      | Afluent pe malul drept | Lungime în km |
| ------------- | ---------------------- | --------------- | ---------------------- | ------------- |
|               |                        | Rhein (Rinul)   |                        | 1230          |
| 82            | Waal                   |                 | Lek                    | 62            |
|               |                        | Dinslaken       | Emscher                | 84            |
|               |                        | Wesel           | Lippe                  | 228           |
|               |                        | Duisburg        | Ruhr                   | 217           |
| 103           | Erft                   | Neuss           |                        |               |
|               |                        | Düsseldorf      | Düssel                 |               |
|               |                        | Leverkusen      | Wupper                 | 114           |
|               |                        | Niederkassel    | Sieg                   | 153           |
| 83            | Ahr                    | Sinzig          |                        |               |
|               |                        | Irlich          | Wied                   | 140           |
| 545           | Mosel                  | Koblenz         |                        |               |
|               |                        | Lahnstein       | Lahn                   | 242           |
|               |                        | Lorch           | Wisper                 | 30            |
|               |                        | Mainz-Kostheim  | Main                   | 524           |
|               |                        | Stockstadt      | Modau                  | 44            |
|               |                        | Biblis          | Weschnitz              | 60            |
|               |                        | Mannheim        | Neckar                 | 367           |
| 295           | Aare                   | Koblenz AG (CH) |                        |               |
|               |                        | Bodensee        |                        |               |
| 76            | Vorderrhein            | Reichenau       | Hinterrhein            | 64            |